# بائو دای

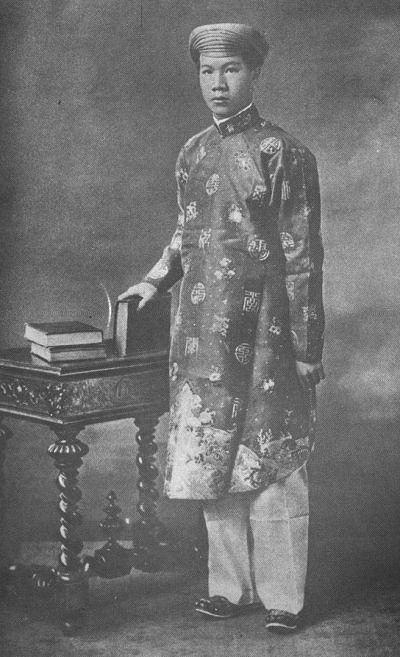
بائو دای، واپسین پادشاه ویتنام.

بائو دای (ویتنامی: Bảo Đại) (زاده ۲۲ اکتبر ۱۹۱۳ – درگذشته ۳۰ ژوئیه ۱۹۹۷) آخرین امپراتور سلسلهٔ نگوین در ویتنام و در واقع آخرین پادشاه ویتنام بود.

## زندگی‌نامه
او در سال ۱۹۲۶ به پادشاهی رسید و تحت حمایت فرانسه و ژاپن تا پایان جنگ جهانی دوم به سلطنت ادامه داد و در این هنگام، به سال ۱۹۴۵، توسط ویت مین به بیرون رانده شد.
او در سال ۱۹۴۹ به ویتنام برگشت تا رئیس دولتی شود که فرانسوی‌ها در مقابل دولت کمونیستی هو شی مین تشکیل داده بودند. پس از جداسازی ویتنام در ۱۹۵۴، بائو تا سال بعد که توسط رئیس‌جمهور انگو دین دیم عزل شد، پادشاه باقی‌ماند.
پس از عزل او تا آخر عمر در تبعید زندگی کرد.

## نگارخانه

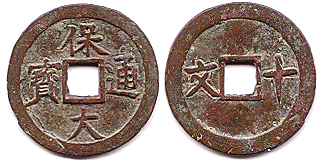
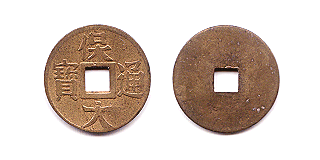